# Montagne di Kong

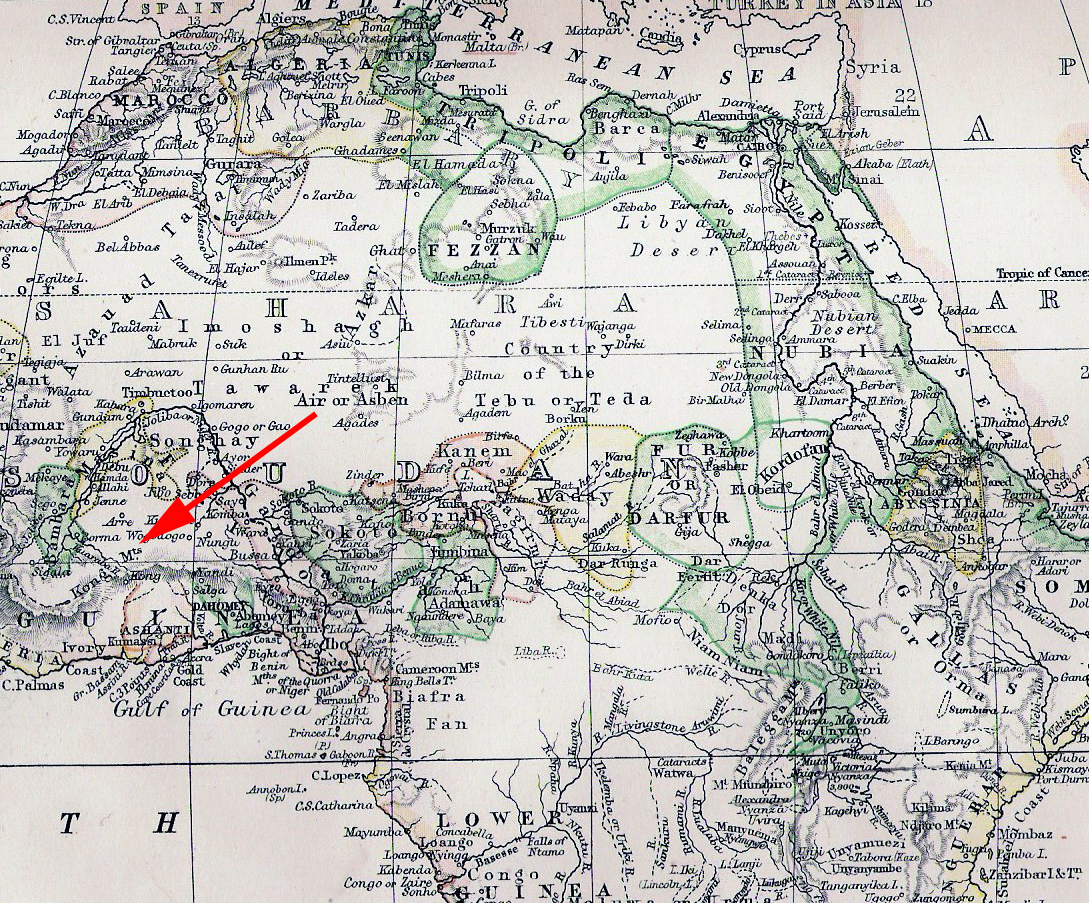
Le montagne di Kong in una mappa del 1882.

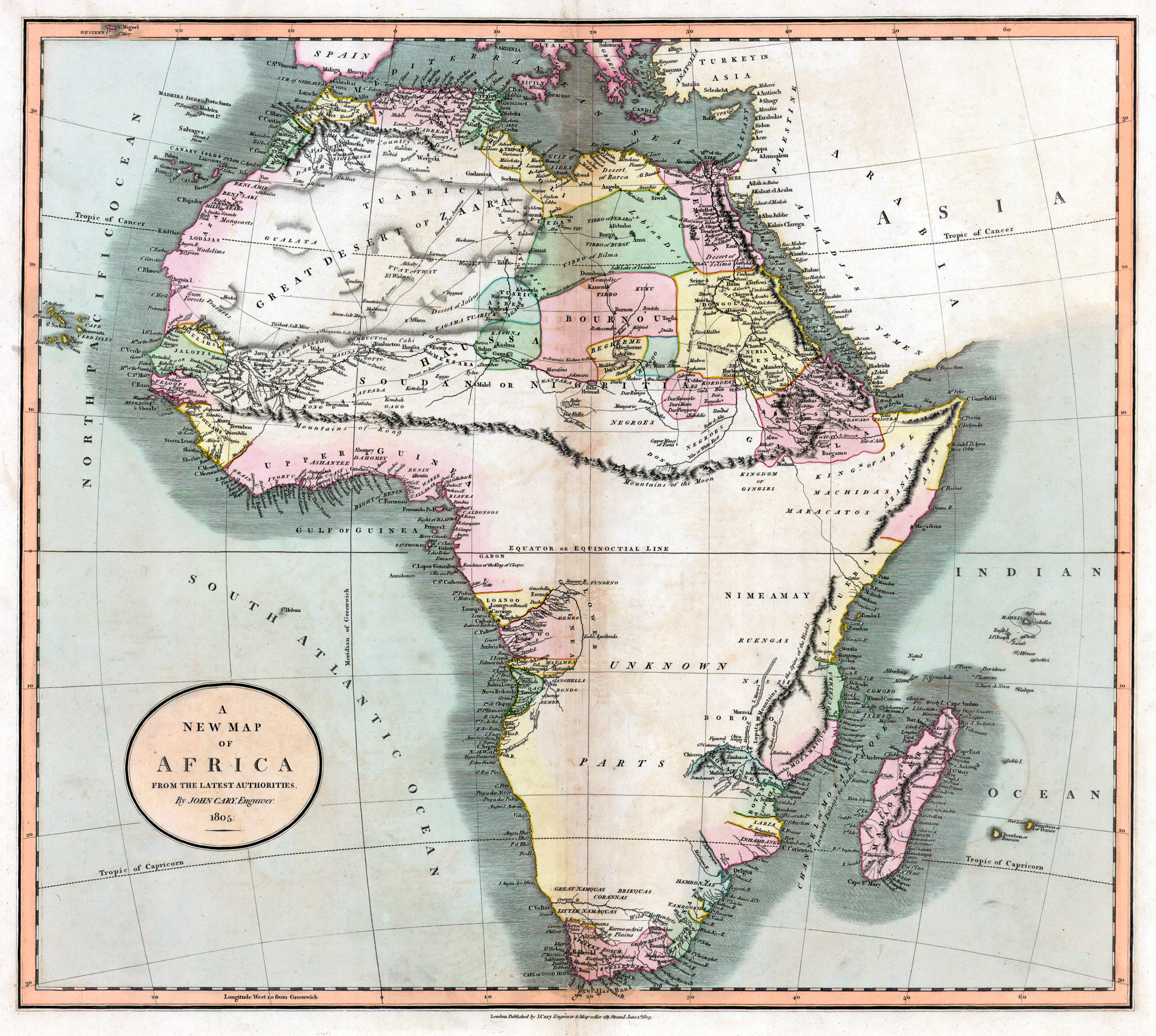
Mappa del 1805 di John Cary con le Mountains of Kong (lungo i 10° di latitudine).

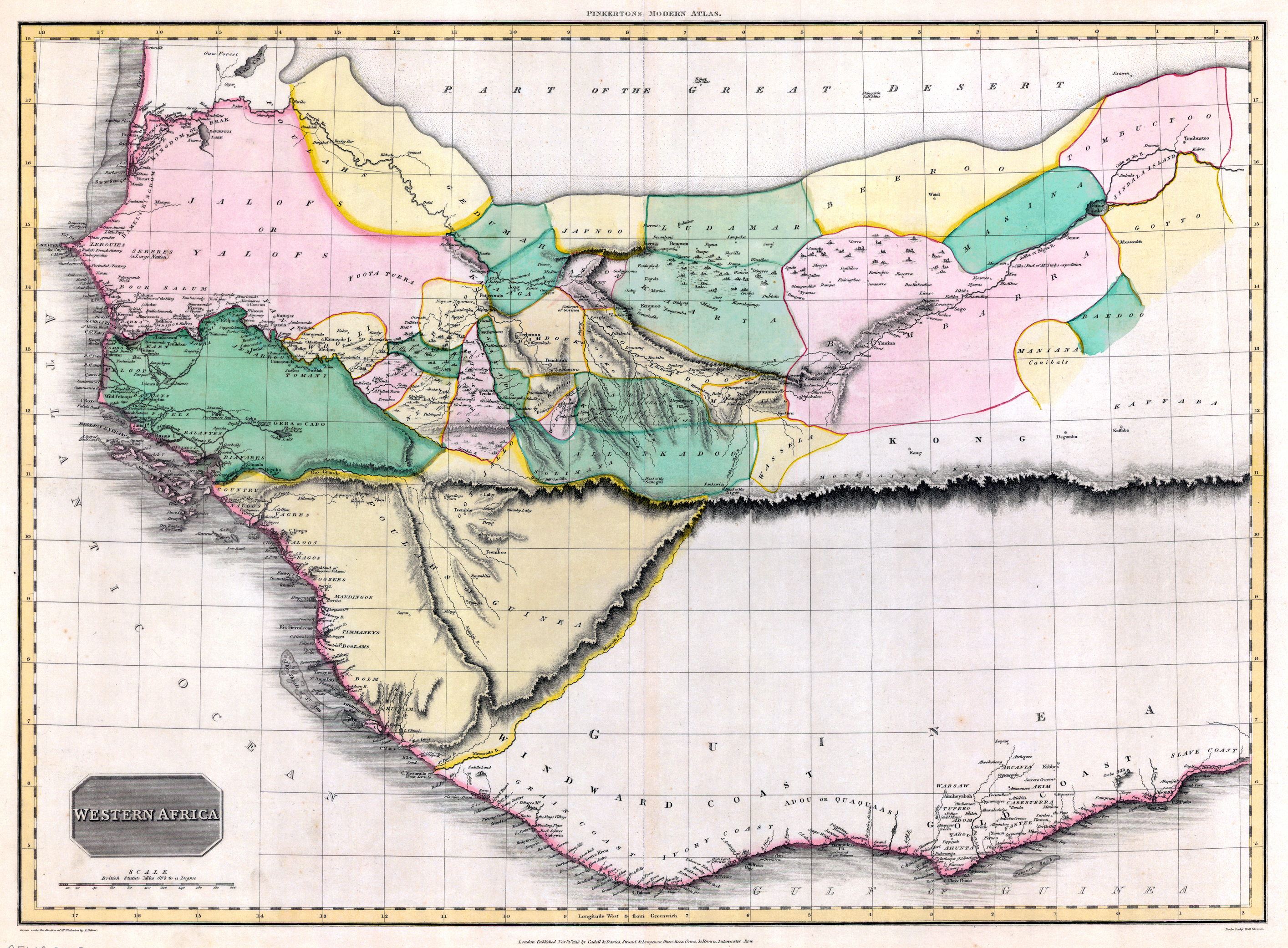
Mappa del 1813 di John Pinkerton con le Mountains of Kong (a destra, al centro dell'immagine, lungo gli 11° di latitudine).

Le montagne di Kong erano una catena montuosa immaginaria che compariva erroneamente sulla maggior parte delle carte geografiche dell'Africa del XIX secolo. Il loro nome si riferiva al regno e alla città di Kong (nell'attuale Costa d'Avorio), che però esistevano davvero.

## Origine della leggenda
Nel 1798 il cartografo inglese James Rennell (1742-1830) disegnò due carte geografiche incluse nel Viaggio nell'interno dell'Africa di Mungo Park, una cronaca delle avventure affrontate dall'esploratore scozzese per scoprire la sorgente e il corso del Niger. Le mappe si basavano sulla testimonianza scritta di Park, ma anche su ulteriori informazioni che l'esploratore ebbe il modo di fornire al cartografo una volta tornato a Londra. In un'appendice al libro vergata da Rennell, quest'ultimo spiegò che le scoperte di Park davano all'Africa «un nuovo volto» e provavano «che una catena montuosa, con estensione da ovest a est, occupa i paralleli tra il decimo e l'undicesimo grado di latitudine nord, e tra il secondo e il decimo grado di longitudine ovest. Inoltre, altre autorità estendono questa catena di ancora qualche grado verso ovest e verso sud, in varie diramazioni». Nel suo libro Park affermava di aver scorto solo due o tre vette, ma Rennell le saldò insieme: non a caso l'esistenza delle inesistenti montagne del Kong corroborava la teoria del cartografo circa il percorso del Niger. Secondo Rennell, che si sbagliava, il fiume nasceva in quei monti, scorreva da est a ovest lungo la giogaia, ma non aveva modo di piegare verso sud e sfociare nel golfo di Guinea a causa, appunto, dei monti stessi. Di conseguenza, il Niger è mostrato esaurirsi per evaporazione lontano dal mare, nel territorio di Wangara.
Dopo la pubblicazione della mappa di Rennell, le montagne di Kong furono citate anche da altri cartografi: come hanno scoperto Thomas Bassett e Philip Porter, il falso geografico fu riportato da ben quaranta di loro. Aaron Arrowsmith le inserì nel suo Africa's Atlas (Londra, 1802); Johann Reinecke disegnò le pendici innevate del «Gebirge Kong» nella sua carta del 1804; ma la raffigurazione più sorprendente è quella di John Cary in A New Map of Africa, dove i picchi di Kong sono uniti con le mitiche montagne della Luna per formare una cintura transcontinentale incredibilmente vasta. Nel 1880 il Meyer's Konversations-Lexikon informava i lettori che le montagne di Kong erano «monti inesplorati a nord della costa della Guinea superiore che si estendono per 800-1000 chilometri tra il 7º e il 9º grado di latitudine nord fino alla longitudine 1°W di Greenwich». La catena montuosa venne addirittura citata nel romanzo Robur il conquistatore di Jules Verne.

## La «soluzione» del mistero
Fu solo nel 1889, con i viaggi dell'ufficiale francese Louis-Gustave Binger, che le cose cominciarono a cambiare. Nel dicembre di quell'anno, alla Società Geografica di Parigi, Binger si rivolse a una platea selezionata, narrando il viaggio che aveva compiuto l'anno prima lungo il Niger da Bamako ai confini del Kong. In tale sede affermò chiaramente di aver osservato «all'orizzonte, neanche una fila di colline».
L'opera di demolizione di Binger ebbe un effetto immediato: le montagne di Kong sparirono da quasi tutte le mappe con la stessa rapidità con cui erano comparse. La loro ultima apparizione grafica fu nel 1890, nella mappa dell'Africa tracciata da Rand McNally, sebbene ancora nel 1928 lo stimato Oxford Advanced Atlas di Bartholomew ritenesse di doverle citare nell'indice: «Kong Mountains, French West Africa, 8°40 N 5°0 W».